# Natron (программа)
Natron — бесплатная программа с открытым исходным кодом, основанная на узлах (node-based) и предназначенная для видеокомпозитинга.
Программа создана под влиянием крупных коммерческих программ для цифрового композитинга, таких как Avid Media Illusion, Apple Shake, Blackmagic Fusion, Autodesk Flame и Nuke, от которых она унаследовала пользовательский интерфейс и некоторые концепты.
Natron поддерживает плагины, совместимые с OpenFX 1.4. Поддерживается большинство открытых и коммерческих плагинов.

## Происхождение названия
Natron назван в честь озера Натрон в Танзании, которое, по словам ведущего программиста Natron Александра Готье, обеспечивает «естественные визуальные эффекты» путем сохранения мертвых животных.

## История
Natron основан Александром Готье (Alexandre Gauthier) в 2012 году в качестве персонального проекта. Проект стал победителем фестиваля Boost Your Code 2013, учреждённым Inria. В качестве приза был годовой контракт на обеспечение поддержки разработки Natron в качестве проекта с открытым исходным кодом, при поддержке института Inria.
Первый публичный релиз 0.92 состоялся 5 июня 2014 года, представив функциональность ротоскопирования и хромакея. Последующие за ним бета-версии добавляли дополнительную функциональность, такую как размытие в движении, управление цветом через OpenColorIO Архивная копия от 25 мая 2015 на Wayback Machine и видео трекинг.
Версия 1.0 вышла 22 декабря 2014 года, вместе с крупными примерами проектов от François «CoyHot» Grassard, профессионального компьютерного художника и учителя, демонстрируя, что Natron может выполнять интерактивные графики с более чем 100 узлами. В 2015 году, департамент «Искусства и технологии изображения (Art and Technology of Image)» университета Париж VIII, анонсировал переход на свободное программное обеспечение для обучения компьютерной графике студентов и художников, включая такие программы как Blender, Krita и Natron.

## Возможности

### Аппаратная поддержка
- Низкие системные требования: 32- или 64-битный процессор, 3 гигабайта ОЗУ.
- Видеокарта с поддержкой OpenGL 2.0 или OpenGL 1.5 с несколькими доступными расширениями (ARB_texture_non_power_of_two Архивная копия от 18 января 2017 на Wayback Machine, ARB_shader_objects Архивная копия от 12 апреля 2016 на Wayback Machine, ARB_vertex_buffer_object Архивная копия от 2 июня 2016 на Wayback Machine).